# Cap Cleveland
Pour les articles homonymes, voir Cleveland (homonymie).
Cap Cleveland ou Cape Cleveland est une localité rurale du Queensland en Australie faisant partie de la zone d'administration locale de la ville de Townsville.
Au recensement de 2016, elle comptait 155 habitants.

## Géographie
La localité est délimitée au nord-ouest par Cleveland Bay (19° 12′ 51″ S, 146° 53′ 59″ E), au nord par la Mer de Corail et au nord-ouest par Bowling Green Bay (19° 21′ 55″ S, 147° 15′ 12″ E).
Une grande partie de la localité se trouve dans le parc national de Bowling Green Bay et le parc de conservation de Bowling Green Bay, qui s'étendent dans les localités voisines de Mount Elliot, Cromarty et Giru. En dehors de ces zones protégées et de ces marais à l'ouest de la localité, il existe une petite zone de développement résidentiel rural centrée sur Riley Road, du pâturage sur la végétation indigène et des marais inutilisés. Autour du cap Ferguson, au bout de Cape Cleveland Road, se trouve une parcelle de terrain de 207,4 hectares (512 acres) qui est le siège de l'Institut australien des sciences marines (19° 16′ 03″ S, 147° 03′ 21″ E), où des recherches sur les sciences marines tropicales sont entreprises.

## Histoire
La localité porte le nom de son point le plus extrême au Nord, le cap Cleveland, découvert et nommé par James Cook lors de son premier voyage dans le Pacifique en 1770. Cook n'a donné aucune raison pour ce nom, mais il est possible qu'il ait été donné en l'honneur de John Clevland, ancien secrétaire de la Amirauté britannique. Le choix initial de Cook pour le nom était Iron Head, mais il l'a barré et remplacé dans une révision de son journal peu de temps après avoir quitté le cap.
Le cap Cleveland est aussi le lieu du naufrage de James Morrill en 1846.